# National Party of Australia
National Party of Australia är ett australiskt politiskt mitten-högerparti. Traditionellt har partiet företrätt väljare på landsbygden och hette tidigare Country Party och National Country Party. Partiet har oftast befunnit sig som den mindre partnern i allians med det liberala partiet, men har stundtals haft en stark position i vissa delstater. Partiet innehade bl.a. premiärministerposten i Queensland 1957-1989. På nationell nivå har partiet som bäst samlat drygt 10% av rösterna. I 2007 års val till underhuset fick partiet 5,5% och 10 av de 150 platserna.

## Historik

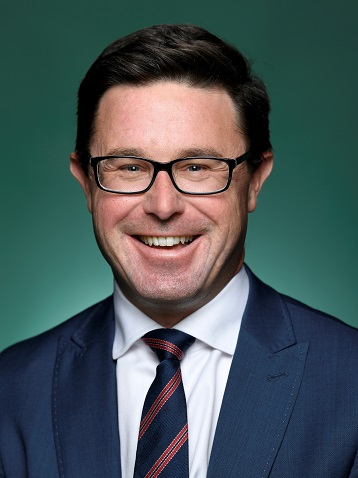
Den nuvarande partiledaren David Littleproud.

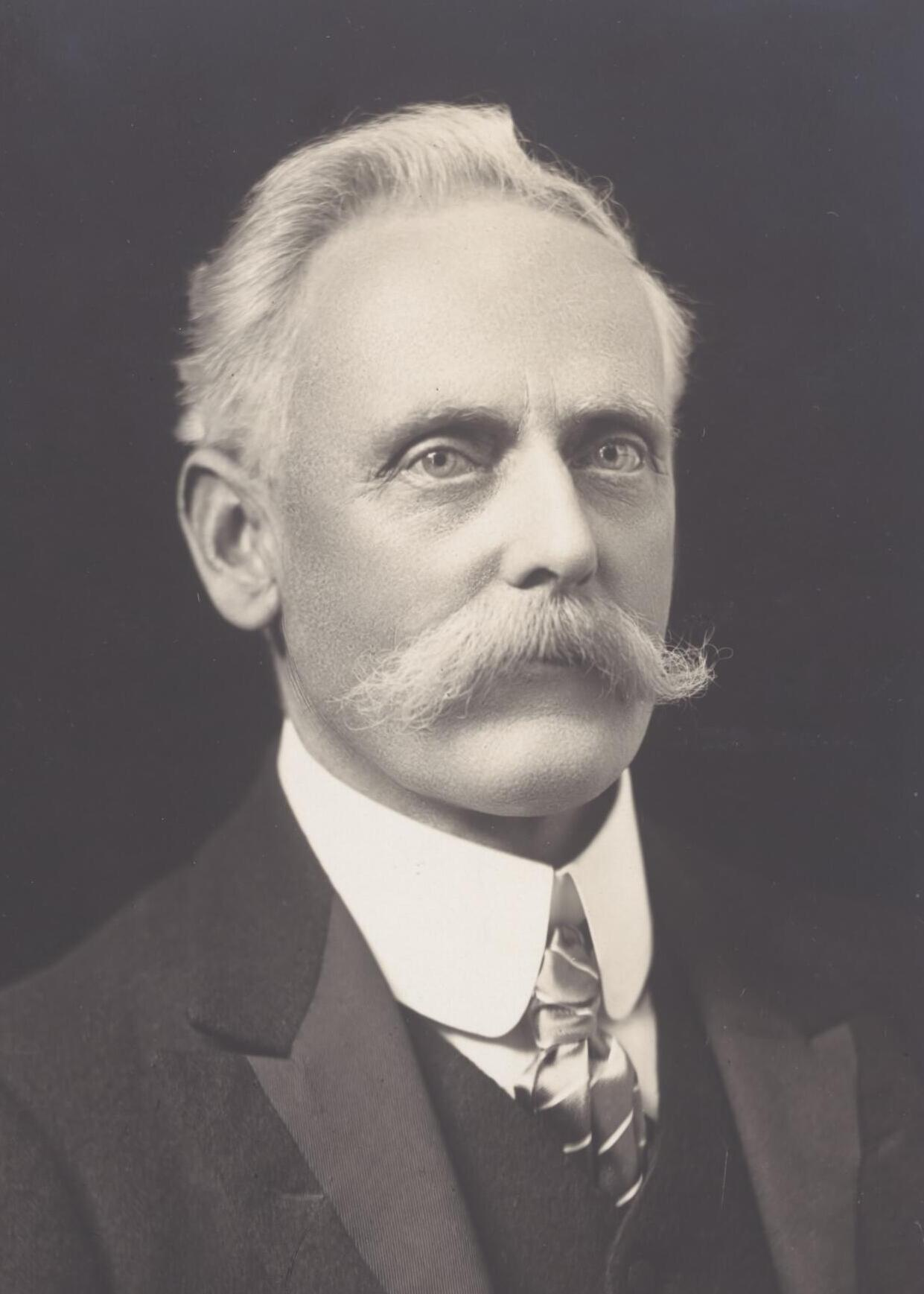
William McWilliams, partiledare för Country Party 1920–1921

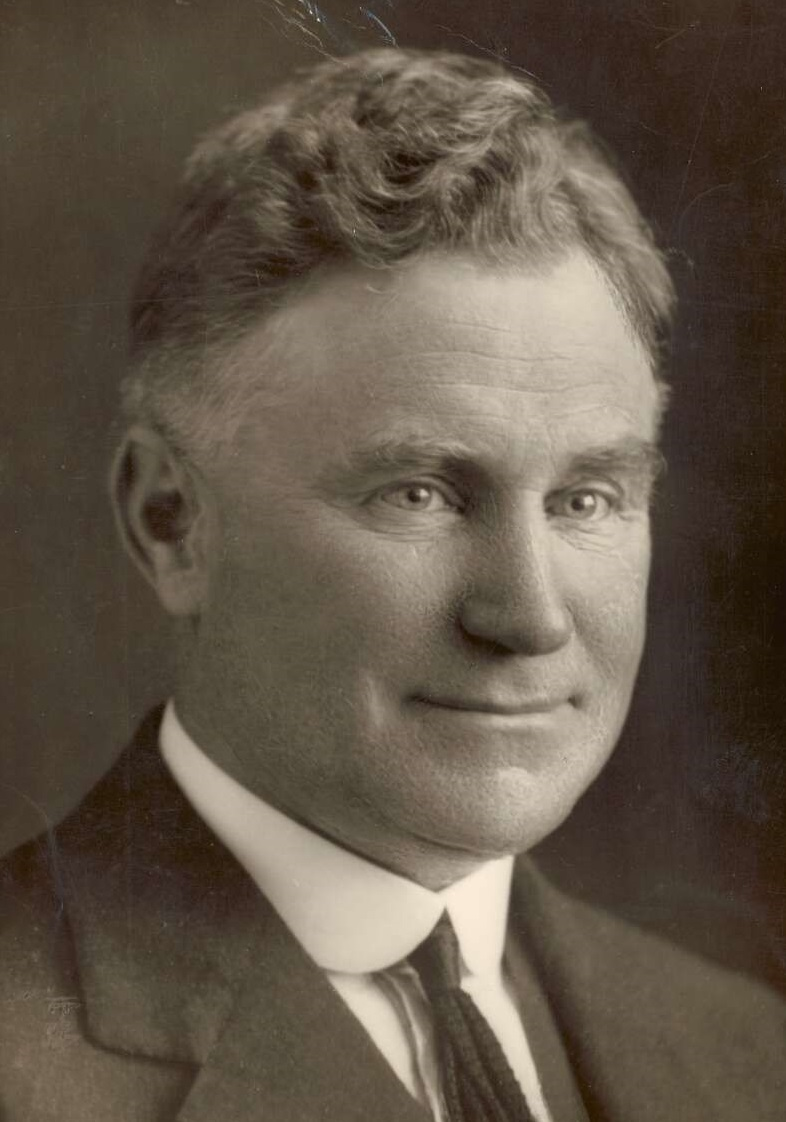
Sir Earle Page, Australiens premiärminister 1939.

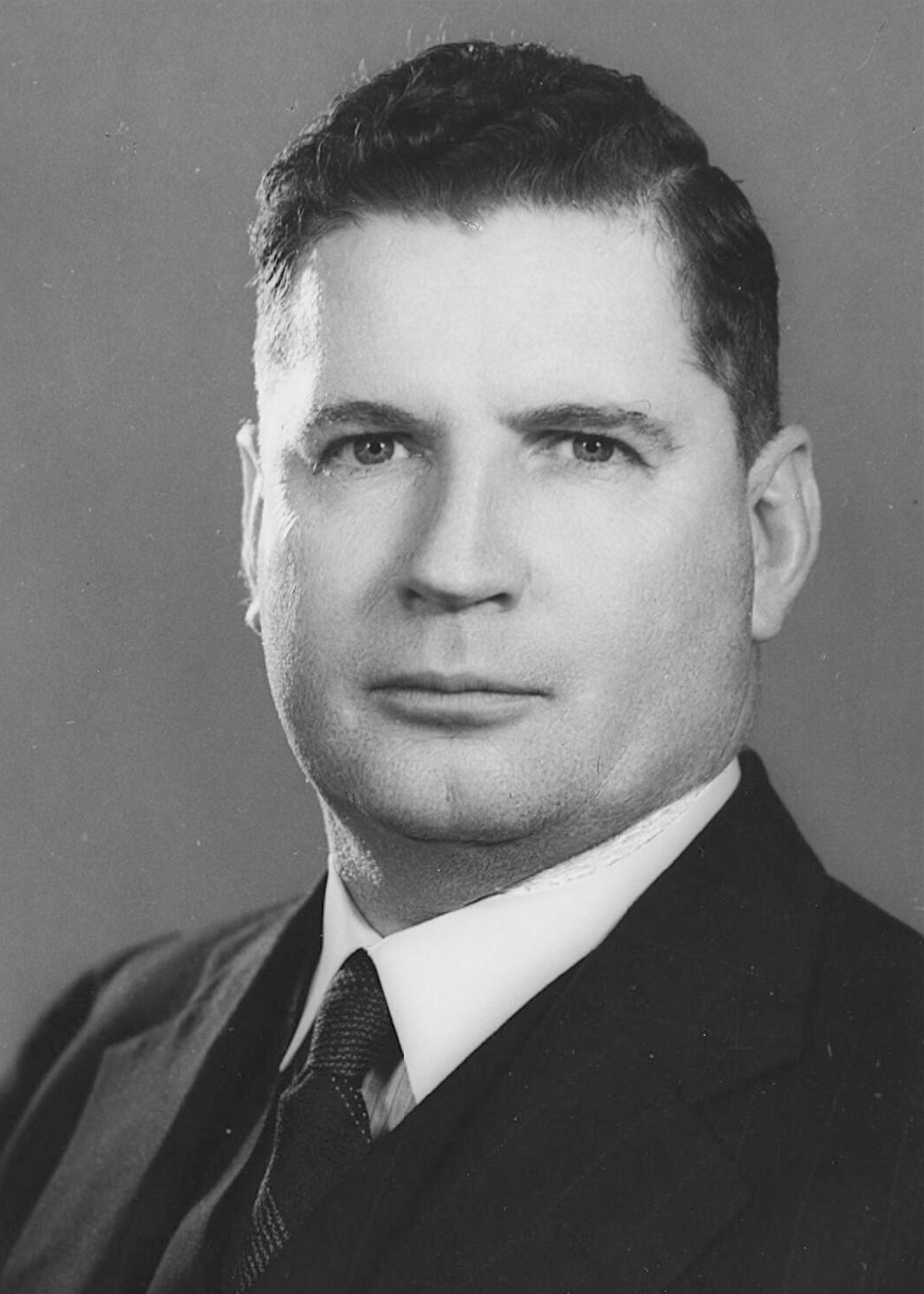
Sir Arthur Fadden, Australiens premiärminister 1941.

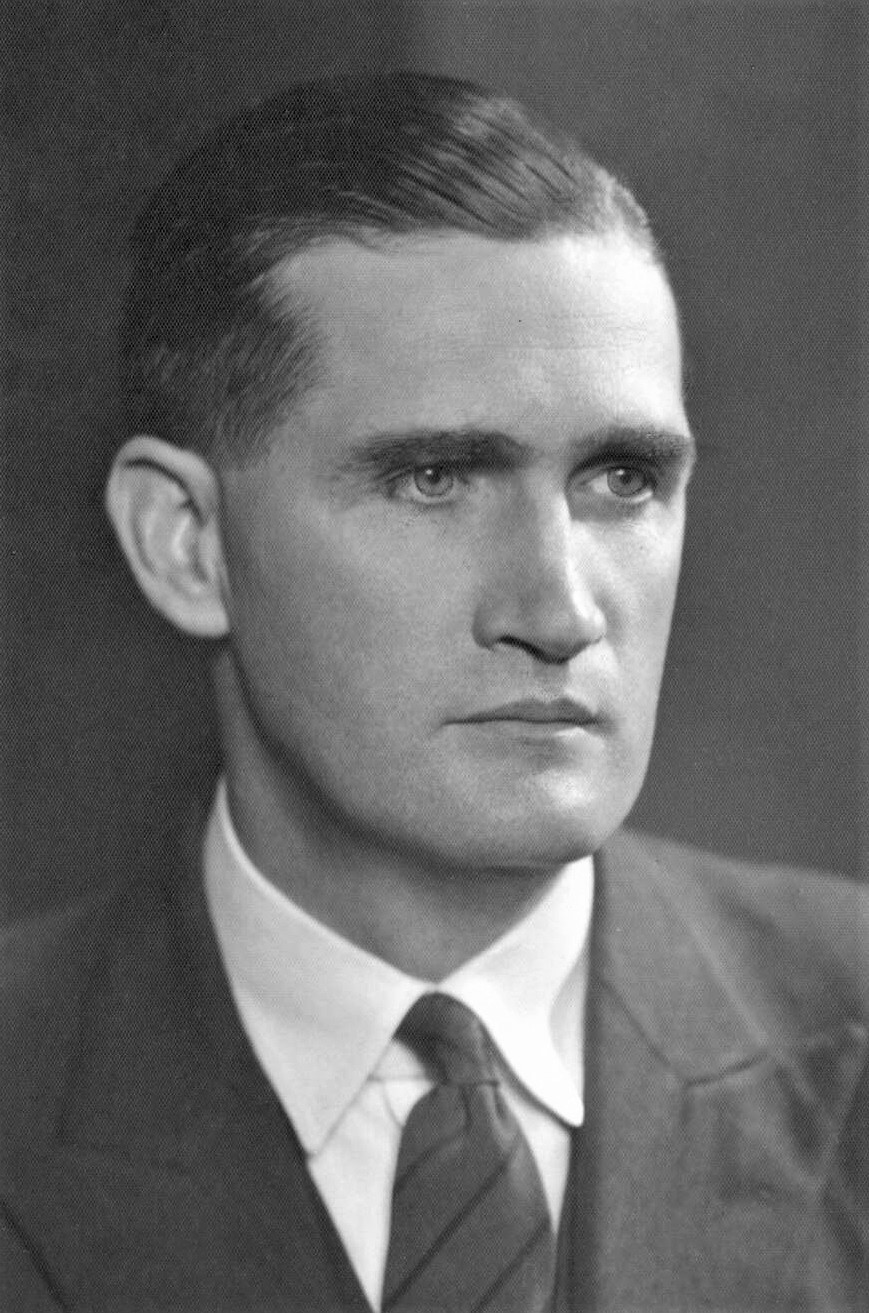
Sir John McEwen, Australiens premiärminister 1967-68.

Country Party grundades formellt 1913 i Western Australia. 1920 bildades en nationell organisation utifrån ett antal delstatspartier såsom Victorian Farmers Union (VFU) och Farmers and Settlers Party of New South Wales.. VFU hade då redan, sedan 1918, varit representerat i Australiens representanthus och delstatspartierna i New South Wales, Victoria och Western Australia hade vunnit representation 1919. Den förste partiledaren för Country Party, som nationellt parti, var William McWilliams från Tasmanien. I sitt första tal som ledare tillkännagav han två principer för det nya partiet: "we crave no alliance, we spurn no support but we intend drastic action to secure closer attention to the needs of primary producers"